# Neon nojimai
Neon nojimai là một loài nhện trong họ Salticidae.
Loài này thuộc chi Neon. Neon nojimai được Ikeda miêu tả năm 1995.